# Hieracium bifurcum
Hieracium bifurcum là một loài thực vật có hoa trong họ Cúc. Loài này được M. Bieb. mô tả khoa học đầu tiên.